# Carl Nielsens værker digitalt
Carl Nielsens værker digitalt. Carl Nielsen Udgaven har udgivet en praktisk/videnskabelige udgave i 35 bind med tilhørende klaverpartiturer (til operaer, korværker og koncerter), samt stemmemateriale. Udgaven er to-sproget dansk/engelsk, operaerne er tre-sprogede dansk/engelsk/tysk. Hvert bind er forsynet med et forord og en videnskabelig indledning, der beskriver hvert enkelt værks tilblivelseshistorie og kildeforhold. Desuden er hvert bind forsynet med en afsluttende kritisk beretning med kildeoversigt og revisionsberetning, der i detaljer gør rede for varianter, ændringer og analogi-tilretninger etc . De 35 bind er digitalt tilgængelige og kan downloades frit:

## Maskarade
- Bind I/1-3:
- 1. Akt (Dansk/Engelsk)
- 2. Akt (Dansk/Engelsk)
- 3. Akt (Dansk/Engelsk)
- Kritisk beretning

## Saul og David
- Bind I/4-5:
- 1. & 2. Akt (Dansk/Engelsk)
- 3. & 4. Akt (Dansk/Engelsk); Kritisk beretning

## Skuespilmusik
- Bind I/6-9:
- Skuespilmusik 1

- Musik til Andreas Munchs skuespil En Aften paa Giske
- Musik til Holger Drachmanns melodrama Snefrid
- Sang til Helge Rodes skuespil Kampene i Stefan Borgs Hjem
- Sang til Gustav Wieds og Jens Petersens skuespil Atalanta
- Musik til Lauritz Christian Nielsens skuespil Willemoes
- Musik til Otto Benzons skuespil Forældre
- Musik til Ludvig Holsteins skuespil Tove
- Musik til Jeppe Aakjærs skuespil Ulvens Søn
- Musik til Adam Oehlenschlägers skuespil Hagbarth og Signe
- Musik til Adam Oehlenschlägers Sanct Hansaftenspil
- Musik til Einar Christiansens skuespil Fædreland
- Musik til Helge Rodes prolog Shakespeare
- Kvad til Jóhann Sigurjónsson's skuespil Løgneren

- Hr. Oluf han Rider
- Aladdin
- Suite af Aladdin
- Skuespilmusik 2

- Moderen
- Sange til Einar Christiansens skuespil Cosmus
- Musik til Hans Hartvig Seedorff Pedersens Hyldest til Holberg
- Musik til Harald Bergstedts Frilufts-spil Ebbe Skammelsen
- Sang til Vilhelm From Bartrumsens skuespil Fra Rold til Rebild
- Musik til Sophus Michaëlis' skuespil Amor og Digteren
- Musik til Grundtvig-Paaske-Aften

## Symfonier
- Bind II/1-6
- Symfoni nr. 1, Opus 7
- Symfoni nr. 2, Opus 16, De Fire Temperamenter
- Symfoni nr. 3, Opus 27, Espansiva

- Supplement: Beskrivelse af manuskript i Leipzig

- Symfoni nr. 4, Opus 29, Det Uudslukkelige
- Symfoni nr. 5, Opus 50
- Symfoni nr. 6, Sinfonia semplice

## Orkesterværker
- Bind II/7-8
- Orkesterværker 1

- Andante tranquillo e Scherzo
- Suite for Strygeorkester, Op. 1
- Symfonisk Rhapsodi
- Ouverture, Helios, Op.17

- Orkesterværker 2

- Saga-Drøm, Op.39
- Ved en ung Kunstners Baare
- Nærmere Gud til Dig
- Pan og Syrinx, Op.49
- Rhapsodisk Ouverture
- Bøhmisk-Dansk Folketone

## Koncerter
- Bind II/9
- Koncerter

- Koncert for Violin og Orkester, Op. 33
- Koncert for Fløjte og Orkester
- Koncert for Klarinet og Orkester, Op. 57

- Koncert for Fløjte og Orkester
- Koncert for Klarinet og Orkester, Op. 57

## Kammermusik
- Bind II/10-11
- Kammermusik 1

- Præludium og Tema med Variationer for Soloviolin, Op.48
- Preludio e Presto for Soloviolin, Op. 52
- Kvartet for to Violiner, Bratsch og Cello i G Minor, Op.13
- Kvartet for to Violiner, Bratsch og Cello i F Minor, Op.5
- Kvartet for to Violiner, Bratsch og Cello i E Flat Major, Op.14
- Kvartet for to Violiner, Bratsch og Cello i F Major, Op. 44
- Kvintet for to Violiner, to Bratscher og Cello

- Kammermusik 2

- Sonate Nr. 1 for Violin og Klaver, Op.9
- Sonate Nr. 2 for Violin og Klaver, Op.35
- Fantasistykker for Obo og Klaver, Op.2
- Canto Serioso
- Serenata in vano
- Kvintet for Fløjte, Obo, Klarinet, Horn og Fagot, Op.43
- Tre Stykker for Langeleg
- Allegretto for to Blokfløjter

## Klaver- og Orgelværker
- Bind II/12
- Klaver- og Orgelværker

- Supplement til Suite, Op. 45: Beskrivelse af manuskript

## Kantater
- Bind III/1-3
- Kantater 1

- Hymnus Amoris, Op.12
- Søvnen, Op.18
- Fynsk Foraar, Op.42

- Kantater 2

- Kantate til Lorenz Frøhlich-Festen
- Kantate ved Studentersamfundets Bygnings Indvielse
- Kantate til Universitetets Aarsfest, Op.24
- Kantate til Mindefesten i Anledning af 250-Aarsdagen for Stormen paa København
- Kantate ved Aarhus Landsudstillings Aabnings-Højtidelighed 1909

- Kantater 3

- Franz Neruda in Memoriam
- Hymne til Mindefesten paa Niels W. Gades 100-Aarsdag
- Kantate ved Grosserer-Societetets Hundredaarsfest
- Kantate ved Polyteknisk Læreanstalts 100 Aars Jubilæum
- Hymne til Kunsten
- Kantate ved Foreningen til unge Handelsmænds Uddannelses 50-Aars Jubilæum
- Digtning i Sang og Toner ved Svømmehallens Indvielse

## Sange
Se også Register over Carl Nielsens sange med CNU nr. Arkiveret 24. april 2014 hos  Wayback Machine
- Bind III/4-7
- Sange 1 (CNU nr. 1-144)
- Sange 2 (CNU nr. 145-292)
- Sange 3 (CNU nr. 293-431)
- Tekstbind inkl. forord (videnskabelig indledning), kritisk beretning og sangbare oversættelser til engelsk

## Juvenilia et Addenda
- Bind IV/1
- Juvenilia et Addenda